# سیندرلا و چهار شوالیه
سیندرلا و چهار شوالیه (کره‌ای: 신데렐라와 네 명의 기사) یک مجموعه تلویزیونی محصول کره جنوبی در سال ۲۰۱۶ با بازی پارک سو دام، جونگ ایل وو، آن جه هیون، لی جونگ شین و سون نا اون است. این مجموعه از ۱۲ اوت تا ۱ اکتبر ۲۰۱۶، روزهای جمعه و شنبه ساعت ۲۳:۰۰ (کی‌اس‌تی) از تی‌وی‌ان برای ۱۶ قسمت پخش شد. سیندرلا و چهار شوالیه بر پایهٔ یک وب ناول با همین نام است که در سال ۲۰۱۱ منتشر شد.